# Madschnūn Lailā

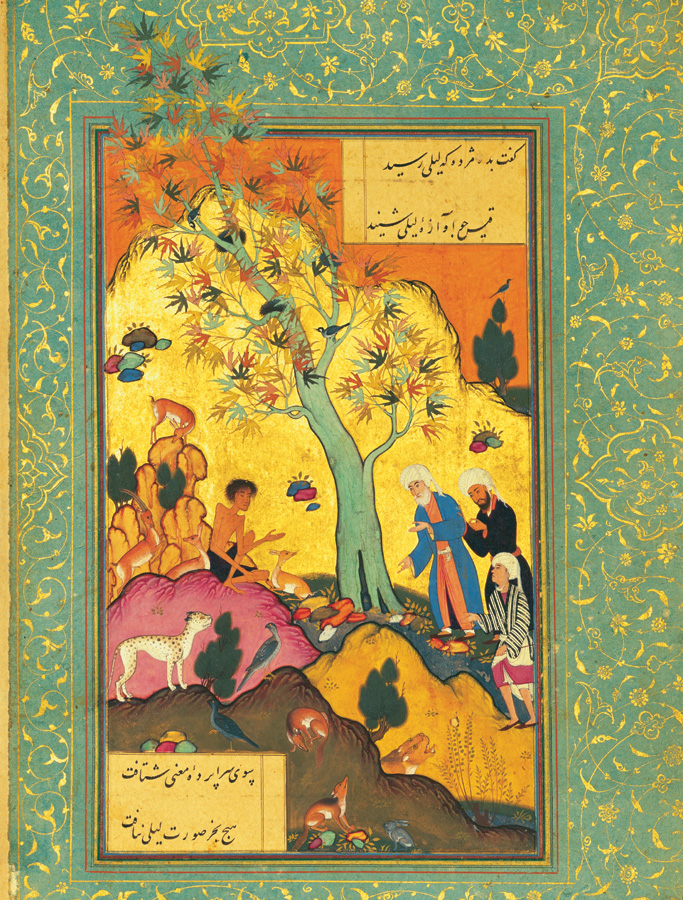
Persische Miniatur: Qais, der von Laila Besessene, in der Wildnis

 Madschnūn Lailā (arabisch مـجنون ليلى ‚der von Laila Besessene‘) ist die Bezeichnung für die männliche Hauptperson Qais (auch Kais, arabisch قيس, DMG Qais) in einer klassischen orientalischen Liebesgeschichte arabischen Ursprungs. Qais geht an seiner unglücklichen Liebe zu Laila zugrunde. Die früheste bekannte Form datiert aus der zweiten Hälfte des 7. Jahrhunderts. Nach Angaben des Kitab al-Aghani (arabisch كتاب الاغاني, DMG kitāb al-aġānī ‚das Buch der Lieder‘) von Abu'l-Faradsch al-Isfahani ist deren Autor ein junger Omayyade mit dem (auch als Bezeichnung für einen „Besessenen“ gebrauchten) Pseudonym „Madschnun“ (arabisch مجنون, DMG Maǧnūn, wörtlich „[von einem Dämon] Besessener“, Partizip Passiv von der Grundform arabisch جِنّ Dschinn, DMG ǧinn ‚Dämon‘), bei dem es sich möglicherweise um den beinahe legendären arabischen Sänger-Dichter Qais bin al-Mulawwah oder Qais bin Muʿad handelt. Die Geschichte des Liebespaars Leila und Madschnun wurde in der arabisch-, persisch-, aserbaidschanisch-, kurdisch-, türkisch- und urdusprachigen Literatur in unterschiedlichen Formen adaptiert.

## Handlung der frühen Fassungen
In den frühesten Überlieferungen stehen sich zwei Traditionen gegenüber: in der einen kennen sich Laila und Qais, der einzige Sohn eines Beduinenfürsten, schon von Kindesbeinen an und haben gemeinsam ihre Herden gehütet; in der anderen treffen sie sich zufällig auf einem Fest von Frauen, wo Qais als Beitrag zu dem Fest ein Kamel schlachtet und sich in Laila, die sich als einzige ihm zuwendet, verliebt. Später hält er um ihre Hand an. Lailas Eltern sind gegen ihre Liebe und Heirat. Sie versuchen mit allen erdenklichen Mitteln, die beiden voneinander zu trennen und verheiraten Laila mit einem gewissen Ward bin Mohammed al- ʿUqaili. Qais verkraftet das nicht. Der gutaussehende und hochbegabte Qais ist von Laila besessen („Madschnun Laila“), verliert den Verstand und lebt fortan in der Wüste ohne jeglichen Kontakt zur Außenwelt. Sein Vater nimmt ihn mit auf eine Pilgerfahrt nach Mekka, doch seine Verwirrung steigert sich. In lichten Momenten verfasst er Verse (wie „Leyla, Leyla! Mögen meine Verse Dir zu Füßen fallen!“) über seine verlorene und unerfüllte Liebe. Bis zu seinem Tod trifft er Laila nur noch ein einziges Mal.

## Versionen
Berühmt sind die persischen Fassungen Laylī va Madschnūn von Nezāmi (um 1180), Madschnūn va Laylī von Amīr Chusrau Dihlavī und Laylī va Madschnūn von Dschami (15. Jahrhundert). Im 16. Jahrhundert schrieb Fuzūlī eine Adaption auf Aserbaidschanisch unter dem Titel Dāstān-ı Leylā ve Mecnūn.

## Theater
2008 wurde der Stoff im Jugend-Tanztheaterstück Leila und Madschnun von der Gruppe Kabawil e. V. (Regie: Renat Safiullin, Produktionsleitung: Petra Kron, Choreografie: Othello Johns) in Düsseldorf uraufgeführt. Es spielten und tanzten 20 Jugendliche sowie zwei Profischauspieler. Den Text schrieb Christian Matzerath in Zusammenarbeit mit Angela Kamara und dem Kabawil e. V. Team.

## Musik
1908 wurde in Baku die Oper Leyli va Madschnun des aserbaidschanischen Komponisten Üzeyir Hacıbəyov aufgeführt.
Der Bluesgitarrist Eric Clapton griff Themen aus dieser Liebesgeschichte in seinem Lied Layla auf. Layla war einer der meistgespielten Rocksongs der 1970er Jahre. Auf der Platte Layla and Other Assorted Love Songs von Derek and the Dominos wurden Teile von Nezamis Text im Liedtext von I am yours zitiert. Nezami ist dort als Textautor angegeben.
Der deutsche Komponist Detlev Glanert schuf mit Leyla und Medjnun seine erste Oper als Auftragswerk der Landeshauptstadt München; das Libretto verfassten Aras Ören und Peter Schneider. Das Stück wurde in einer Produktion der Münchener Biennale in Zusammenarbeit mit dem Zweiten Deutschen Fernsehen am 28. Mai 1988 im Carl-Orff-Saal des Münchener Gasteig uraufgeführt. Die musikalische Leitung hatte Roger Epple, die Inszenierung übernahm Klaus Kirschner, Bühne und Kostüme schuf Rosalie.
Bei der Ruhrtriennale 2010 wurde in der Jahrhunderthalle in Bochum der Stoff als „Theatralische Erzählung“ mit dem Text von Albert Ostermaier und der Musik von Samir Odeh-Tamimi uraufgeführt.

## Moderne Belletristik
Die in Michael Kleebergs Roman Der Idiot des 21. Jahrhunderts erzählte Liebesgeschichte basiert auf dem Epos von Nezāmi.
In Navid Kermanis Roman „Große Liebe“ (2014) bezieht sich der Erzähler, der eine Jugendliebe thematisiert, die ihren Ausgangspunkt auf dem Schulhof in einer deutschen Kleinstadt hat, immer wieder auf Leila und Madschnun.

## Verfilmungen
Die Geschichte erlebte insbesondere in den indischen Filmindustrien zahlreiche Verfilmungen.
- 1922: Laila Majnu, Hindi-Film (stumm) von Jeejeebhoy Jamshedji Madan
- 1927: Laila Majnu, Hindi-Film (stumm) von Manilal Joshi
- 1931: Laila Majnu, Hindi-Film von Jeejeebhoy Jamshedji Madan
- 1931: Laila Majnu, Hindi-Film von Kanjibhai Rathod
- 1936: Laila Majnu, persischer Film von A. Spenta
- 1940: Laila Majnu, Panjabi-Film von Dharamveer Singh
- 1945: Laila Majnu, Hindi-Film von Nazir
- 1949: Laila Majnu, Telugu-Film und tamilischer Film von P. S. Ramakrishna Rao mit A. Nageswara Rao als Qais (Majnu) und P. Bhanumathi als Laila.
- 1950: Laila Majnu, tamilischer Film von F. Nagoor
- 1953: Laila Majnu, Hindi-Film von K. Amarnath mit Shammi Kapoor als Majnu und Nutan als Laila.
- 1962: Laila Majnu, Malayalam-Film von P. Bhaskaran mit Prem Nazir als Qais und L.Vijayalakshmi als Laila.
- 1972: Leyla ile Mecnun, türkischer Film von Duygu Sağıroğlu mit Kadir İnanır als Mecnun und Fatma Girik als Leyla.
- 1974: Dastaan-e-Laila Majnu, Hindi-Film von R. L. Desai
- 1976: Laila Majnu, Hindi-Film von Harnam Singh Rawail mit Rishi Kapoor als Majnu und Ranjeeta Kaur als Laila.
- 1976: Laila Majnu, bengalischer Film von Sachin Adhikari
- 1982: Laila Majnu Ki Nai Nautanki, Hindi-Film von Muzaffar Ali
- 1982: Leyla ile mecnun, türkischer Film von Türker İnanoğlu mit Orhan Gencebay als Mecnun und Gülşen Bubikoğlu als Leyla.
- 2007: Aaja Nachle – Komm, tanz mit mir, Hindi-Film von Anil Mehta. Hier dient die Liebesgeschichte als Aufführung eines Theaterstücks, die von 20-minütiger Dauer ist. Die Rollen werden von Kunal Kapoor (Madschnun) und Konkona Sen Sharma (Laila) repräsentiert.
- 2018: Laila Majnu, Hindi-Film von Imtiaz Ali mit Avinash Tiwary als Qais Bhatt / Majnu und Tripti Dimri als Laila.

## Ähnliche Erzählungen
Ähnliche Erzählungen in der persischen Literatur sind:
1. Bijan und Manije, 1312 Verse in Schāhnāme von Ferdousī
2. Sorch But und Khonak But von Onsuri
3. Wamek und Asra von Onsuri
4. Warqa und Gulschah, Ayyuqi (um 1030–1050)
5. Wîs und Râmin (zwischen 1050 und 1055), von Gorgani
6. Chosrau und Schirin bzw. Schirin und Farhad von Daqiqi, Nezami
7. Yossuf und Zulaika (Josef und Suleika), Ferdousī, Dschami
8. Sia Mo und Jalali, von der Dichterin Sia Moh Herawi